# 紙上城市 (電影)
是一部2015年美國愛情喜劇電影，由傑克·史崔爾執導，改編自約翰·葛林的2008年同名小說。本片為葛林的前一部小說改編電影《生命中的美好缺憾》的編劇史考特·諾伊斯塔德特與麥可·H·韋伯再次合作撰寫劇本。由納特·沃爾夫、卡拉·迪樂芬妮、賈斯特·史密斯、奥斯丁·阿布拉姆斯、荷絲頓·賽吉和潔絲·辛克萊主演。

## 劇情
昆汀從小就一直單戀勇於冒險的隔壁鄰居——瑪歌，但兩人在學校裡的生活卻是天差地遠。某天晚上，瑪歌打開昆汀房間的窗戶重新踏入他的生命，並要求他協助一連串的報復行動，而昆汀也乖乖答應。
在通宵的冒險結束後，翌日，昆汀像往常一樣來到學校時卻發現瑪歌離奇地失蹤。她的家人與警察都認爲她不過是又開了一個小玩笑，昆汀卻覺察出其中的異樣。根據瑪歌昨晚的反常舉動與她刻意留下的蛛絲馬跡，昆汀與他的朋友開始了尋找瑪歌的旅程。

## 演員
- 納特·沃爾夫 飾 昆汀·「Q」·雅各布森（Quentin "Q" Jacobsen）
  - 約西亞·切里奧 飾 年幼時期的昆汀
- 卡拉·迪樂芬妮 飾 瑪歌·羅絲·史皮格曼（Margo Roth Spiegelman）
  - 漢娜·阿利古德 飾 年幼時期的瑪歌
- 賈斯特·史密斯 飾 馬克斯·「雷達」·林肯（Marcus "Radar" Lincoln）
- 奥斯丁·阿布拉姆斯 飾 班·史塔林（Ben Starling）
- 荷絲頓・塞奇 飾 萊西·佩貝爾頓（Lacey Pemberton）
- 潔絲·辛克萊 飾 安吉拉（Angela）
- 格里芬·弗里曼 飾 傑森（Jase）
- 凱特琳·卡弗 飾 貝卡·阿靈頓（Becca Arrington）
- 卡菈·布諾 飾 康妮·雅各布森（Connie Jacobsen）
- 蘇珊·馬科·米勒 飾 史皮格爾曼夫人（Mrs. Spiegelman）
- 湯姆·希爾曼 飾 史皮格爾曼先生（Mr. Spiegelman）
- 梅格·克羅斯比 飾 路絲·史皮格爾曼（Ruthie Spiegelman）
- 吉姆·科爾曼 飾 奧蒂斯·華倫警探（Det. Otis Warren）
- 安塞爾·埃爾葛特 飾 梅森（Mason，客串）

## 發行
本片原定2015年7月31日上映，後來改至6月19日。後又改至同年6月5日。2015年3月，最後選定於2015年7月24日推出，這原為《鬼哭神嚎：惡靈15》的發行日。台灣原定2015年8月28日上映，但由於驚奇四超人的票房慘賠，於上映三個禮拜前取消，改為發行DVD。

### 評價
爛番茄專業新鮮度55%，Metacritic得分57，整體評價普通，影評人主要認為電影深度不足，但仍獲得一般青少年男女的青睞。

### 票房
電影最先於巴西首周開出238萬美元的票房，排於《小小兵》和《魔鬼終結者：創世契機》後。美國首周票房為1250萬美元名列當周第六，遠低於2014年的《生命中的美好缺憾》（首周4800萬美元）。

## 外部連結
- 互联网电影数据库（IMDb）上《紙上城市》的资料（英文）
- Box Office Mojo上《紙上城市》的資料（英文）
- 爛番茄上《紙上城市》的資料（英文）
- Metacritic上《紙上城市》的資料（英文）
- AllMovie上《紙上城市》的资料（英文）
- Paper Towns的X（前Twitter）